# Ton Blommerde

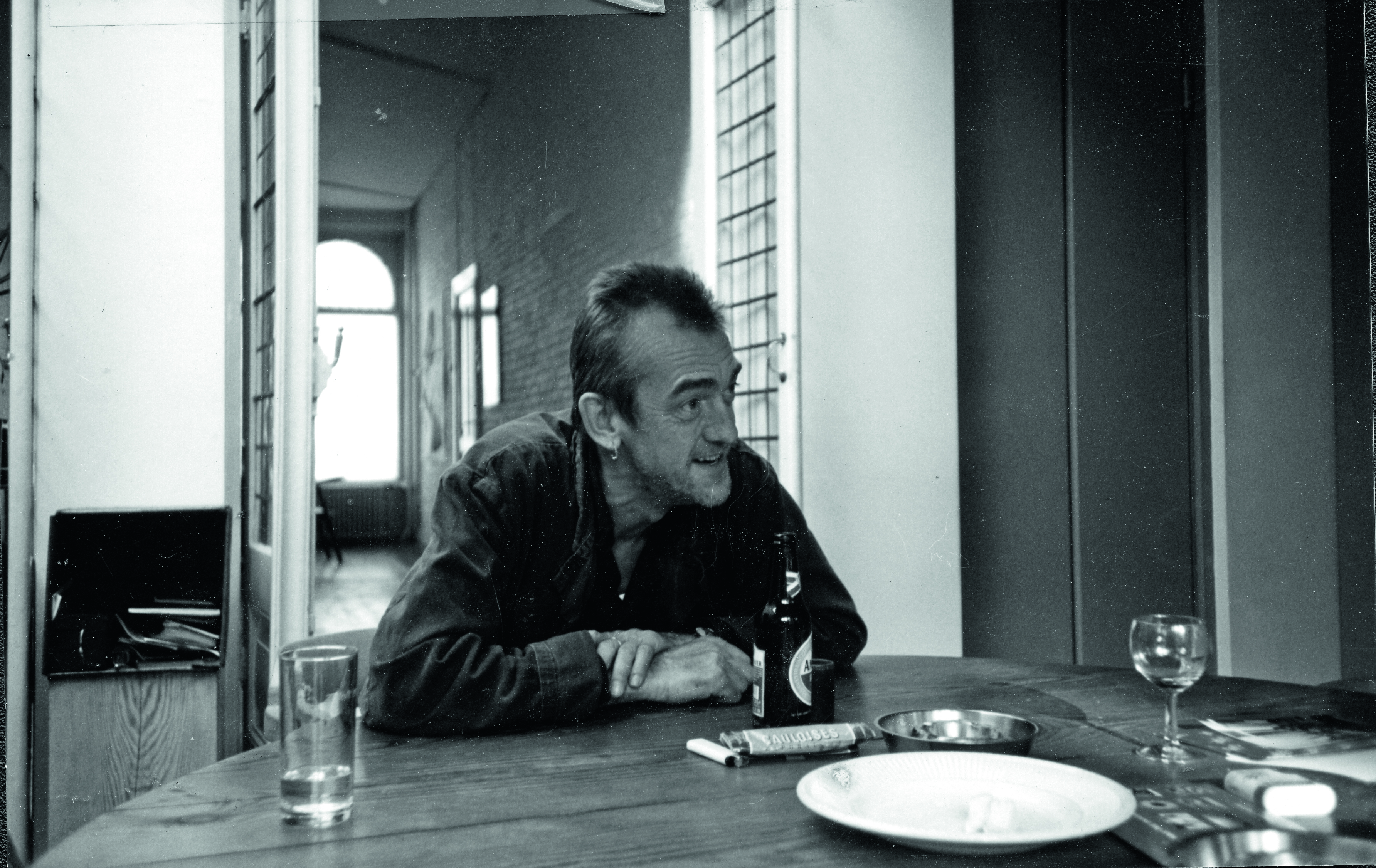
Ton Blommerde, beeldend kunstenaar

Antonie Pieter (Ton) Blommerde (Oudenbosch, 8 juni 1946 - Amsterdam, 19 november 2005) was een Nederlandse kunstschilder en beeldhouwer, die vooral werkte in de beslotenheid van zijn ateliers.

## Biografie
Hij was zoon van Sebastiana Wilhelmina Cornelis de Baat en Petrus Cornelis Johannes Jacobus Maria Blommerde. Hijzelf trouwde in 1977 met Milou Hermus.
Zijn oom, beeldhouwer Jan de Baat, stuurde hem op zijn zeventiende naar de kunstacademie St. Joost in Breda. Op de afdeling Monumentaal maakte Blommerde ruimtelijke werken, maar schilderen en tekenen bleek zijn passie. Na het vierde jaar stapte hij over naar de Haarlemse Ateliers '63, waar hij in Edgar Fernhout een begeleider vond.
Met zijn levenspartner, de kunstenares Milou Hermus, maakte Blommerde begin jaren 1970 een rondreis door de VS. Zij werden daarbij geconfronteerd met Rednecks en de angst die dergelijke groeperingen beheerst. De ervaringen concretiseerde Blommerde in wat hij de ‘wrede schilderijen’ noemde, en in de Vietnamserie (1978), die uitliep in twee reeksen zelfportretten vol wanhoop en ontsteltenis. De figuurstudies uit dezelfde periode tonen invloeden van Matisse en Picasso.
In 1981 eiste een zware depressie bijna Blommerdes leven, de crisis werkte uiteindelijk als een catharsis en er volgden nog bijna twintig jaren met abstracte schilderijen van de Hollandse (water)landschappen, geïnspireerd op het Ilperveld waar hij een atelier had, en felgekleurde stillevens. In 2005 stapte Ton Blommerde op 59-jarige leeftijd uit het leven.

## Werken
Blommerde heeft drie monumentale werken in de openbare ruimte neergezet, waaronder het Allendemonument (1975) in het Sloterpark in Amsterdam.
- RKD-Nederlands Instituut voor Kunstgeschiedenis: 9297